# Hyphoryctes maculatus
Hyphoryctes maculatus är en skalbaggsart som beskrevs av Blackburn 1895. Hyphoryctes maculatus ingår i släktet Hyphoryctes och familjen Dynastidae. Inga underarter finns listade i Catalogue of Life.